# Ngỗng Hawaii

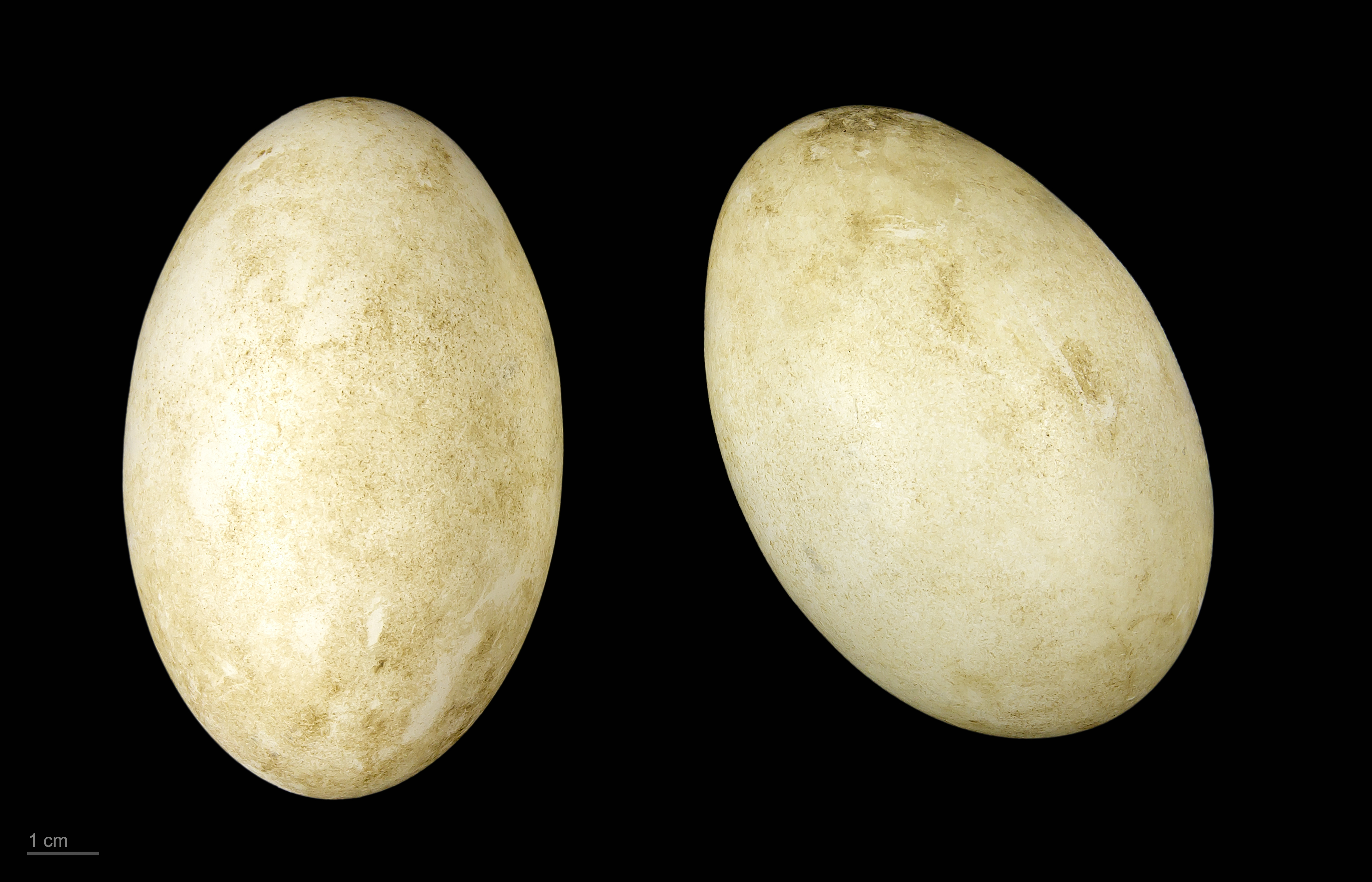
Trứng của ngỗng Hawaii

Ngỗng Hawaii (danh pháp hai phần: Branta sandvicensis) là một loài chim trong họ Vịt.
Đây là một loài ngỗng đặc hữu của quần đảo Hawaii. Đây là chim chính thức của bang Hawaiʻi, nene độc quyền được tìm thấy trong tự nhiên trên các đảo Oahu, Maui, Kauaʻi, Molokai và Hawaiʻi.
Cái tên Hawaii nēnē xuất phát từ tiếng gọi mềm của nó. Tên gọi cụ thể là sandvicensis dùng để chỉ đảo Sandwich, tên cũ của quần đảo Hawaii. 
Người ta cho rằng loài ngỗng này triển từ ngỗng Canada (Branta canadensis), rất có thể xuất hiện trên quần đảo Hawaii khoảng 500.000 năm trước, ngay sau khi đảo Hawaii được hình thành.